# Carl Heinrich Graun
Carl Heinrich Graun (ur. 7 maja 1704 w Wahrenbrück, zm. 8 sierpnia 1759 w Berlinie) – niemiecki kompozytor i śpiewak operowy (tenor) epoki późnego baroku. Współcześni uważali go za najlepszego, obok Johanna Adolfa Hasse, niemieckiego kompozytora włoskojęzycznych oper.

## Życiorys
Graun urodził się w Wahrenbrück w Brandenburgii. Śpiewał w drezdeńskiej operze, zanim przeniósł się do Brunszwiku, gdzie napisał sześć oper. Po objęciu tronu Prus w roku 1740 Fryderyk Wielki uczynił go swym kapelmistrzem, którym Graun pozostał do śmierci w 1759 roku.
Graun napisał wiele oper. Cleopatra e Cesare została wykonana z okazji otwarcia gmachu opery w Berlinie w 1742 roku. Fryderyk Wielki osobiście napisał libretto do innej opery Grauna: Montezuma (1755). Dzieła te nie są dziś zbyt często wykonywane, w przeciwieństwie do bardzo dziś cenionej pasji: Der Tod Jesu (Śmierć Jezusa, 1755). Graun był także twórcą wielu doskonałych koncertów i sonat.
Jego bratem był Johann Gottlieb Graun, również kompozytor.
John W. Grubbs napisał monografię na temat obu braci i ich twórczości muzycznej, do której dołączył katalog utworów.

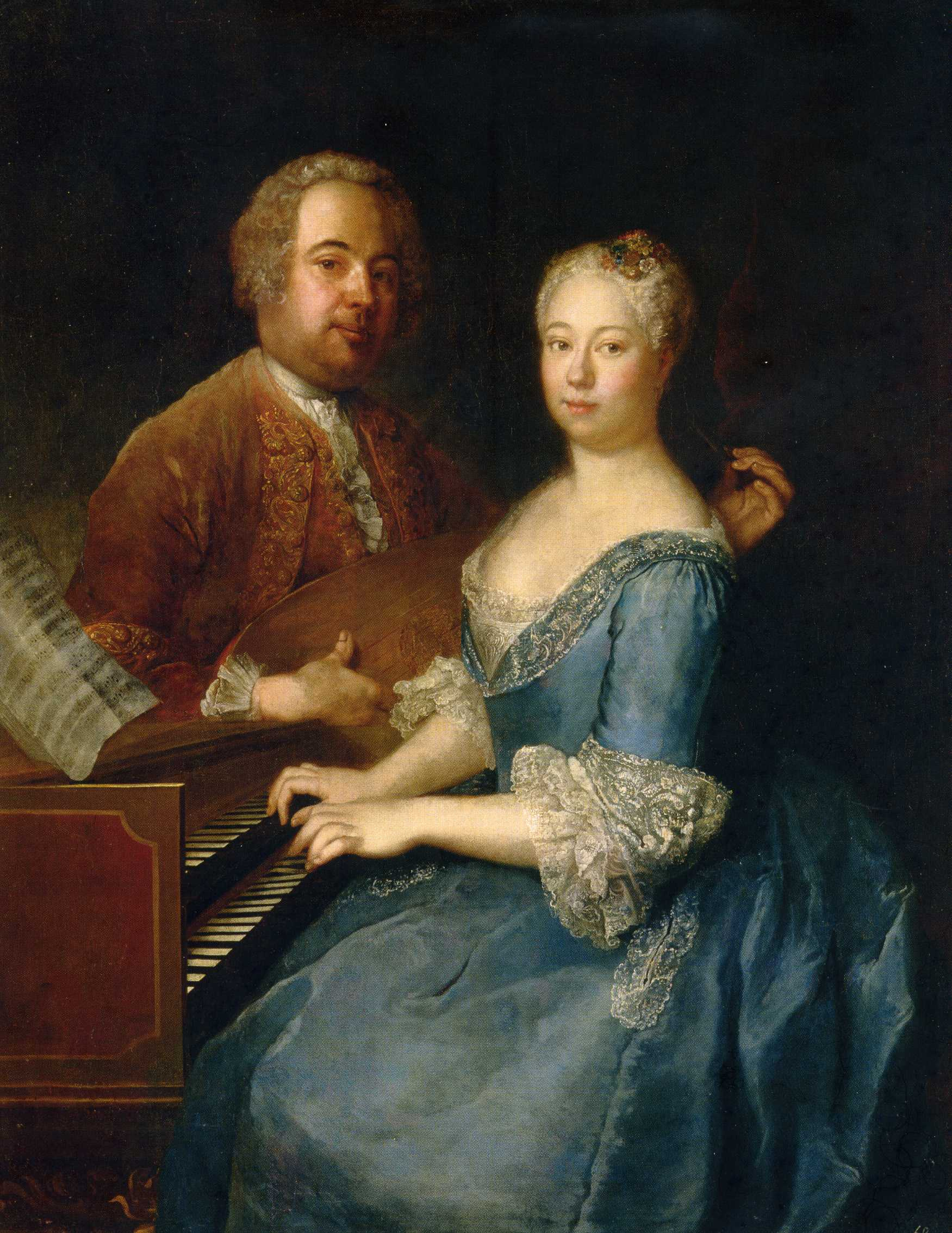
Carl Heinrich Graun z żoną Anną Luizą, malował: Antoine Pesne

## Kompozycje

### Opery
- Polidorus (5 Akty, 1726 od. 1731)
- Die in ihrer Unschuld siegende Sinilde (3 Akty, 1727)
- Iphigenia in Aulis (3 Akty 1728)
- Scipio Africanus (3 Akty, 1732)
- Lo specchio della fedeltà (3 Akty, 1733)
- Pharao Tubaetes (5 Akty, 1735)
- Rodelinda, regina de’langobardi (3 Akty, 1741)
- Cleopatra e Cesare (3 Akty, 1742)
- Artaserse (3 Akty, 1743)
- Catone in Utica (3 Akty, 1743)
- Alessandro e Poro (3 Akty, 1744)
- Lucio Papirio (3 Akty, 1744)
- Adriano in Siria (3 Akty, 1746)
- Demofoonte (3 Akty, 1746)
- Cajo Fabricio (3 Akty, 1746)
- Le feste galanti festa teatrale (1747)
- Cinna (3 Akty, 1748)
- L’Europa galante festa teatrale (5 Akty, 1748)
- Ifigenia in Aulide (3 Akty, 1748)
- Angelica e Medoro (3 Akty, 1749)
- Coriolano tragedia per musica (3 Akty, 1749)
- Fetonte tragedia per musica (3 Akty, 1750)
- Il Mithridate tragedia per musica (3 Akty, 1751)
- Armida (3 Akty, 1751)
- Britannico tragedia per musica (3 Akty, 1751)
- L’Orfeo tragedia per musica (3 Akty, 1752)
- Il giudizio di Paride pastorale per muscia (1 Akt, 1752)
- Silla (3 Akty, 1753)
- Semiramide (3 Akty, 1754)
- Montezuma tragedia per musica (3 Akty, 1755)
- Ezio (1755)
- I fratelli nemici tragedia per musica (3 Akty, 1756)
- Merope tragedia per musica (3 Akty, 1756)

### Inne dzieła
- Te Deum
- Der Tod Jesu, Oratorium (1755)
- Oratorium in Festum Nativitatis Christi
- Osteroratorium (oratorium na Wielkanoc)
- Sechs italienische Kantaten (Sześć włoskich kantat)
- Lieder (w zbiorach Friedricha Graefe: „Sammlung verschiedener und auserlesener Oden”, 1743)
- Konzert für Horn, Streicher und Cembalo D-dur
- Sinfonia C-dur